# Udi Harpaz
Udi Harpaz (hebräisch אודי הרפז; * 13. März 1952 in Israel) ist ein israelischer Komponist.

## Leben
Mit dem Actionfilm Die Herrschaft der Ninja debütierte Udi Harpaz 1984 als Filmkomponist für einen Langspielfilm. Mitte der 1980er Jahre komponierte er die Musik zu Fernsehserien wie Airwolf und Mister T, sowie Filmen wie Die Whoopee Boys und Diese zwei sind nicht zu fassen. Seit 1992 lebt er sowohl in Los Angeles als auch in Israel. In den letzten Jahren hat er vor allen Dingen für BMG über bei über 30 unterschiedlichen Symphonie-CDs dirigiert, komponiert und als Produzent agiert. Parallel dazu arbeitete er auch als Musiker für Fernsehshows wie Dancing with the Stars, America’s Got Talent und The Tonight Show with Jay Leno.

## Filmografie (Auswahl)
Film
- 1984: Die Herrschaft der Ninja (Ninja III: The Domination)
- 1986: Die Androiden – Sie sind unter uns (Annihilator)
- 1986: Die Whoopee Boys (The Whoopee Boys)
- 1986: Diese zwei sind nicht zu fassen (Running Scared)
- 1987: Hollywood Shuffle
- 1994: Schatten des Verfolgers (Shadow of Obsession)
- 1997: Casper – Wie alles begann (Casper: A Spirited Beginning)
- 1998: Casper trifft Wendy (Casper Meets Wendy)
- 1999: Ein Kindermädchen für Papa (Au Pair)
- 2000: Digimon – Der Film (Digimon: The Movie)

Serie
- 1985: Airwolf (fünf Folgen)
- 1985: Mister T (sechs Folgen)
- 1986: Centurions (65 Folgen)
- 1986: Chuck Norris: Karate Kommandos (fünf Folgen)
- 1995–1996: Masked Rider (40 Folgen)